# تنغستنات الزركونيوم
تنغستنات الزركونيوم هو مركب كيميائي لاعضوي صيغته الكيميائية Zr(WO4)2، ويوجد على هيئة صلب أبيض.

## التحضير
يحضر هذا المركب من تفاعل أكسيد الزركونيوم الرباعي (ثنائي أكسيد الزركونيوم) مع أكسيد التنغستن السداسي
{\displaystyle \mathrm {ZrO_{2}+2\ WO_{3}\longrightarrow {}\ Zr(WO_{4})_{2}} }

## الخواص
لمركب تنغستنات الزركونيوم خاصة مميزة جداً، وهو أن حجمه يتقلص عند تسخينه، في حين أن أغلب المواد تتمدد بالحرارة.